# Platanthera biermanniana
Platanthera biermanniana är en orkidéart som först beskrevs av George King och Robert Pantling, och fick sitt nu gällande namn av Friedrich Fritz Wilhelm Ludwig Kraenzlin. Platanthera biermanniana ingår i släktet nattvioler, och familjen orkidéer. Inga underarter finns listade i Catalogue of Life.